# Academy for the Love of Learning
La Academy for the Love of Learning è un'organizzazione senza scopo di lucro ideata dai compositori americani Leonard Bernstein e Aaron Stern. L'Accademia è stata costituita come organizzazione 501(c)3 nel 1998. Il suo campus si trova a sud-est di Santa Fe, Nuovo Messico, nell'ex tenuta di Ernest Thompson Seton. Attraverso la sua programmazione e ricerca, l'Accademia cerca di "risvegliare, ravvivare, nutrire e sostenere l'amore naturale per l'apprendimento nelle persone di tutte le età".

## Storia
Dopo essersi incontrati nel 1971, Bernstein e Stern iniziarono a immaginare un istituto che avrebbe studiato e promosso l'amore naturale delle persone per l'apprendimento. L'Accademia è stata costituita come organizzazione 501(c)3 nel 1998, otto anni dopo la morte di Bernstein.

## Campus
Nel 2003 l'Accademia acquistò la tenuta di Ernest Thompson Seton, un pioniere nella conservazione della fauna selvatica e nell'educazione dei giovani basata sulla natura. Iniziò la ristrutturazione della sua ex casa, conosciuta come Seton Castle, nel villaggio di Seton. Il 15 novembre 2005, mentre era ancora in fase di ristrutturazione, l'edificio fu distrutto da un incendio. Successivamente l'Accademia ha progettato e costruito un nuovo campus che "prende posizione per un rapporto più rispettoso con la natura" e "un impegno che nasce dalla nostra metodologia di apprendimento, che richiede una maggiore consapevolezza del nostro impatto su tutto ciò che ci circonda", secondo il fondatore dell'Accademia Aaron Stern. Il campus è stato completato nel 2011. La città di Santa Fe lo ha dichiarato vincitore del premio Sustainable Santa Fe nel 2012 per il suo sistema di raccolta dell'acqua. Nel maggio 2013 l'Accademia ha ottenuto la certificazione LEED di livello Gold dal Consiglio per l'edilizia verde degli Stati Uniti.

## Approccio
Bernstein e Stern hanno condiviso una visione di "attivazione di una cultura dell'apprendimento" nelle scuole, nelle posizioni di leadership, nelle organizzazioni e nelle imprese. I programmi includono un corso di sviluppo professionale per insegnanti chiamato Teacher Renewal, sviluppo della leadership e un programma di arti della comunità chiamato El Otro Lado.